# Trolle-Ljungby kyrka
Trolle-Ljungby kyrka är en kyrkobyggnad i Trolle-Ljungby. Den är församlingskyrka i Fjälkinge församling i Lunds stift.

## Kyrkobyggnaden
Kyrkans äldsta delar härstammar från 1200-talet. Omkring år 1300 försågs långhuset med valv. En första tillbyggnad av fyra tillkom på 1300-talet då kyrkan byggdes ut åt nordväst. Nästa tillbyggnad genomfördes omkring år 1450 och innefattar nuvarande kyrktorn. Tredje tillbyggnaden genomfördes år 1606 åt sydost. Fjärde tillbyggnaden var åt nordost och tillkom troligen år 1695.

## Inventarier
- Dopfunten av sandsten är samtida med kyrkan. Tillhörande dopfat av mässing är från 1500-talet.
- Ett triumfkrucifix är från början av 1200-talet.
- Altaruppsatsen är daterad till 1639.
- Predikstolen är byggd 1848 av delar från 1600-talets läktarpredikstol. Predikstolen pryds med bilder av de fyra evangelisterna. Tillhörande baldakin hittades på vinden och hängdes upp 1928.

### Orgel
- 1867 byggde Johan Magnus Blomqvist, en orgel med 9 stämmor.
- 1942 byggde A. Mårtenssons Orgelfabrik AB, Lund en orgel med 13 stämmor.
- Den nuvarande orgeln byggdes 1982 av A. Mårtenssons orgelfabrik AB, Lund och är en mekanisk orgel. En ny fasad ritades av Torsten Leon-Nilson. Orgeln har en cymbelstjärna.

| Huvudverk I    | Svällverk II      | Pedal      | Koppel  |
| Gedackt 8´     | Rörflöjt 8´       | Subbas 16´ | I/P     |
| Principal 4'   | Gedacktflöjt 4'   |            | II/P    |
| Koppelflöjt 4' | Larigot 2 2/3'    |            | II/I    |
| Blockflöjt 2'  | Principal 2'      |            | II 4'/P |
| Mixtur 3 chor  | Ters 1 3/5'       |            |         |
|                | Sifflöjt 1'       |            |         |
|                | Tremulant         |            |         |
|                | Crescendosvällare |            |         |

## Bildgalleri

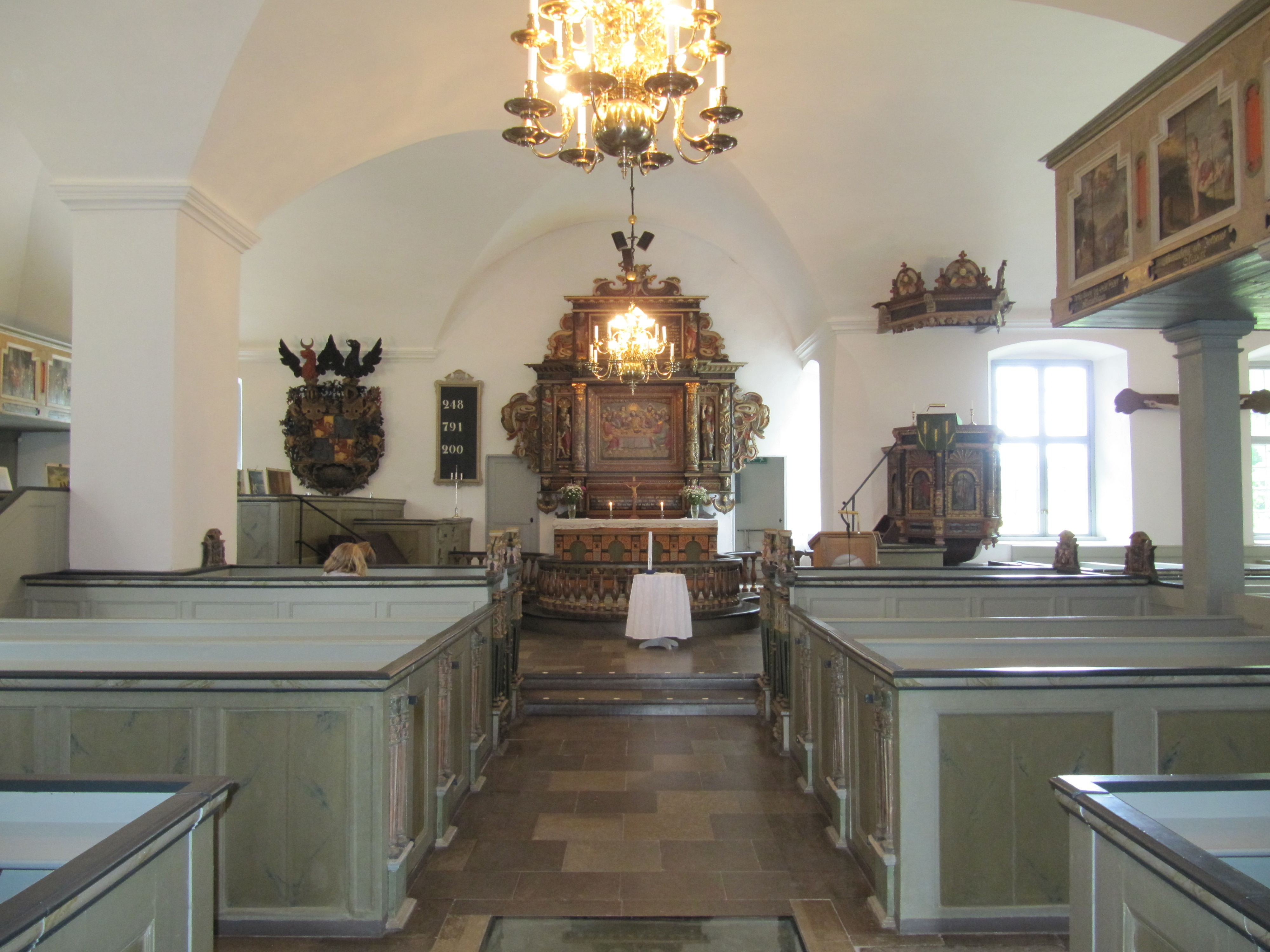
Interiör
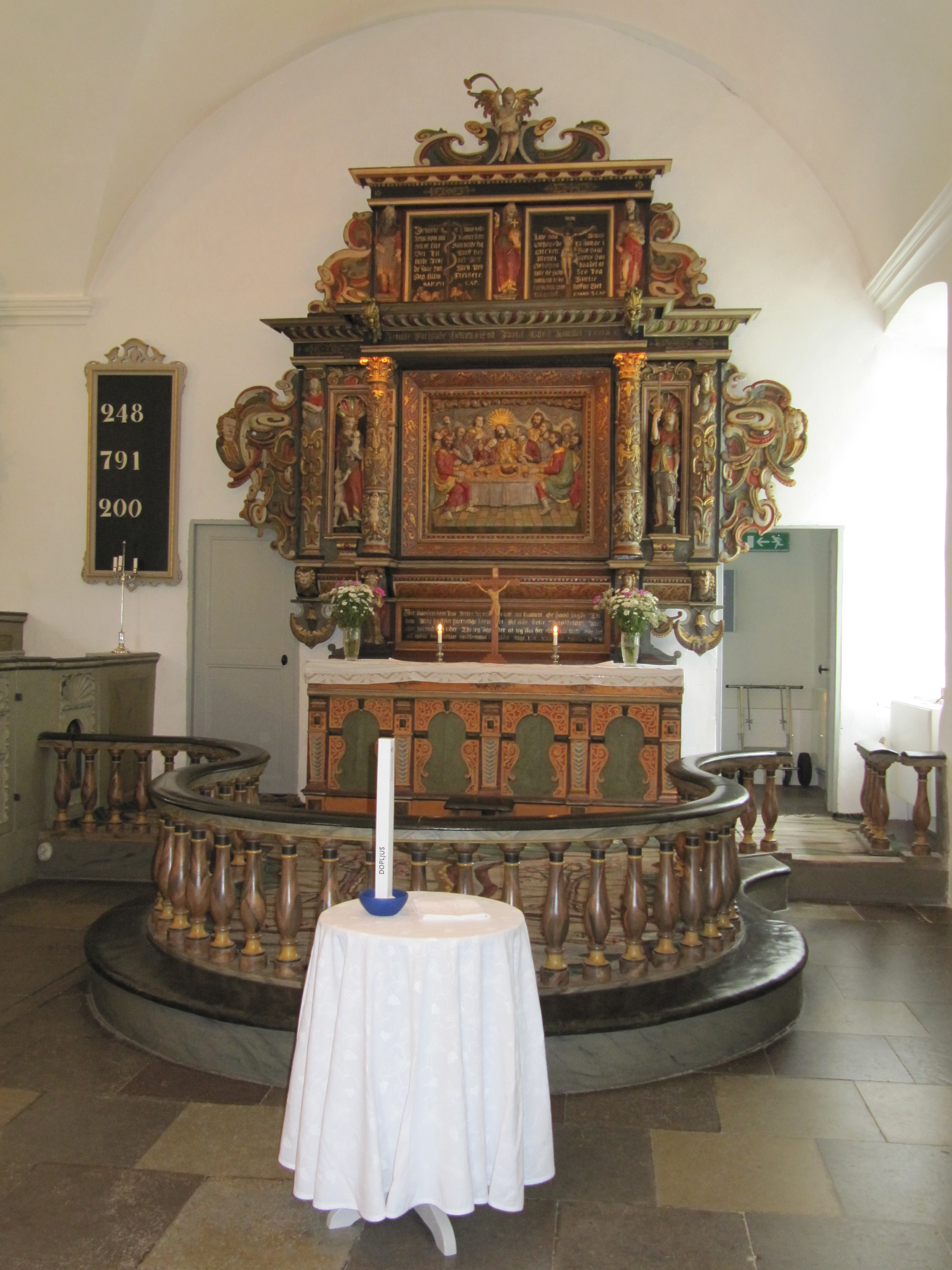
Koret med altaruppsatsen
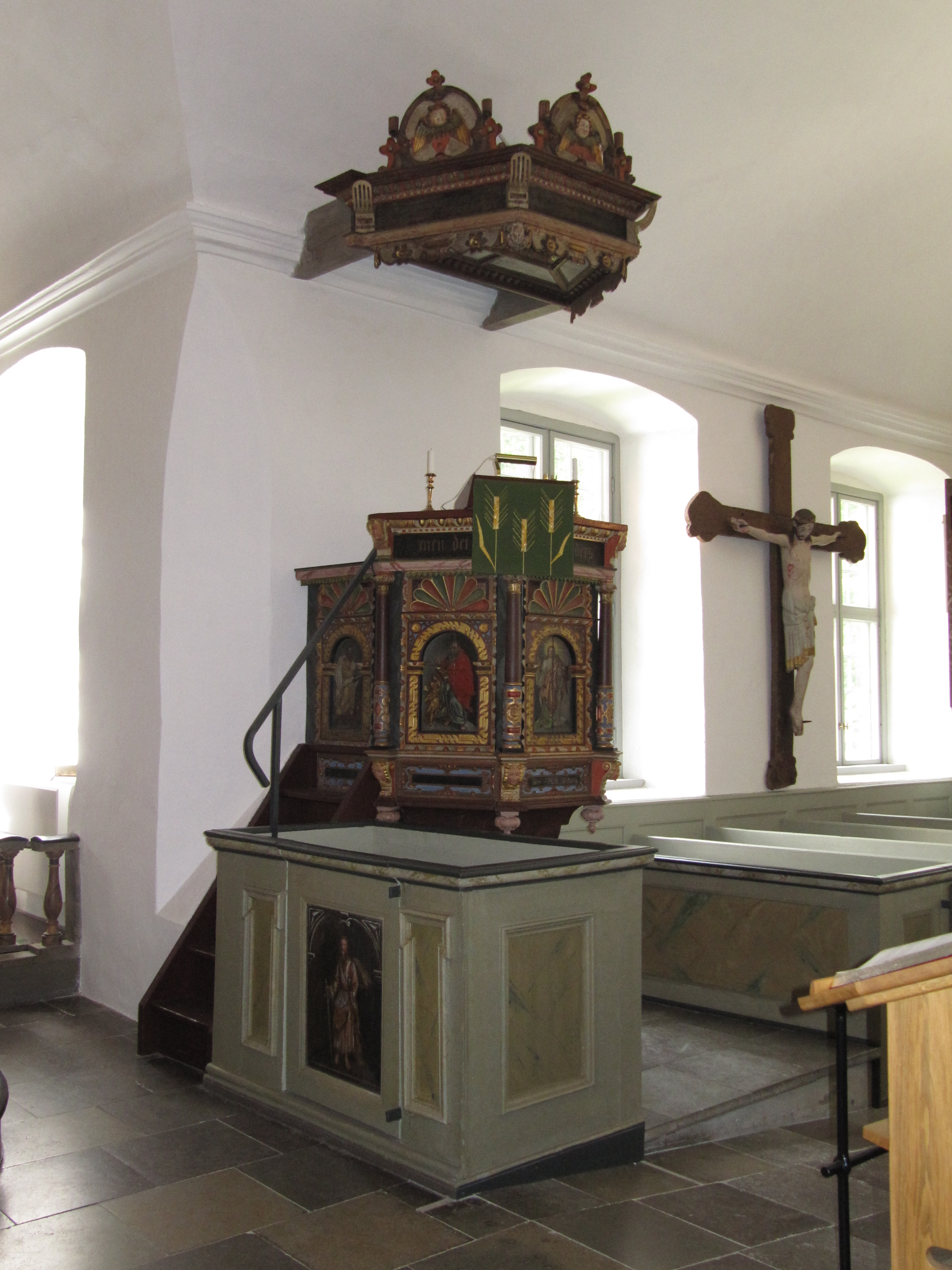
Predikstolen och triumfkrucifixet
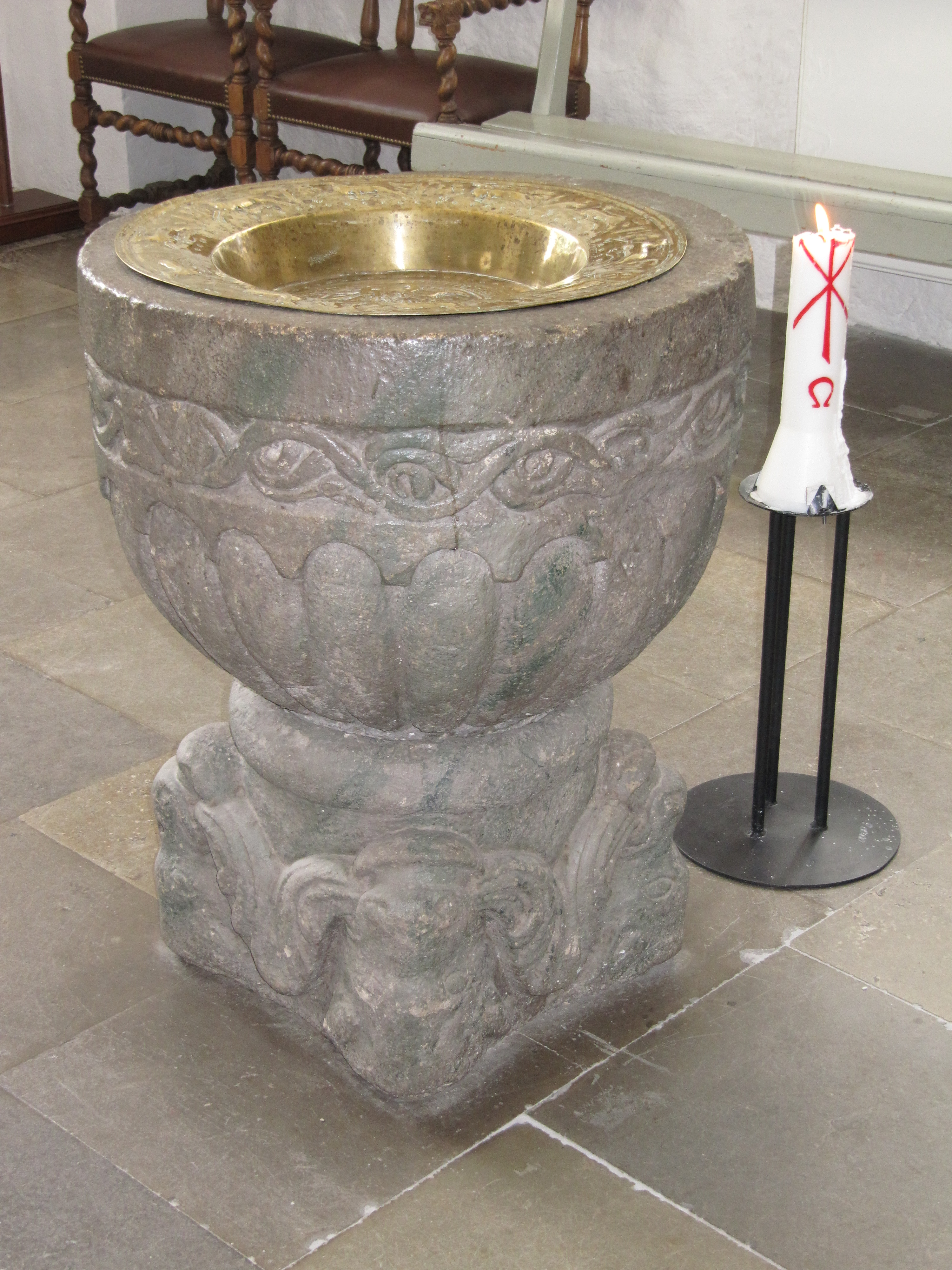
Dopfunten
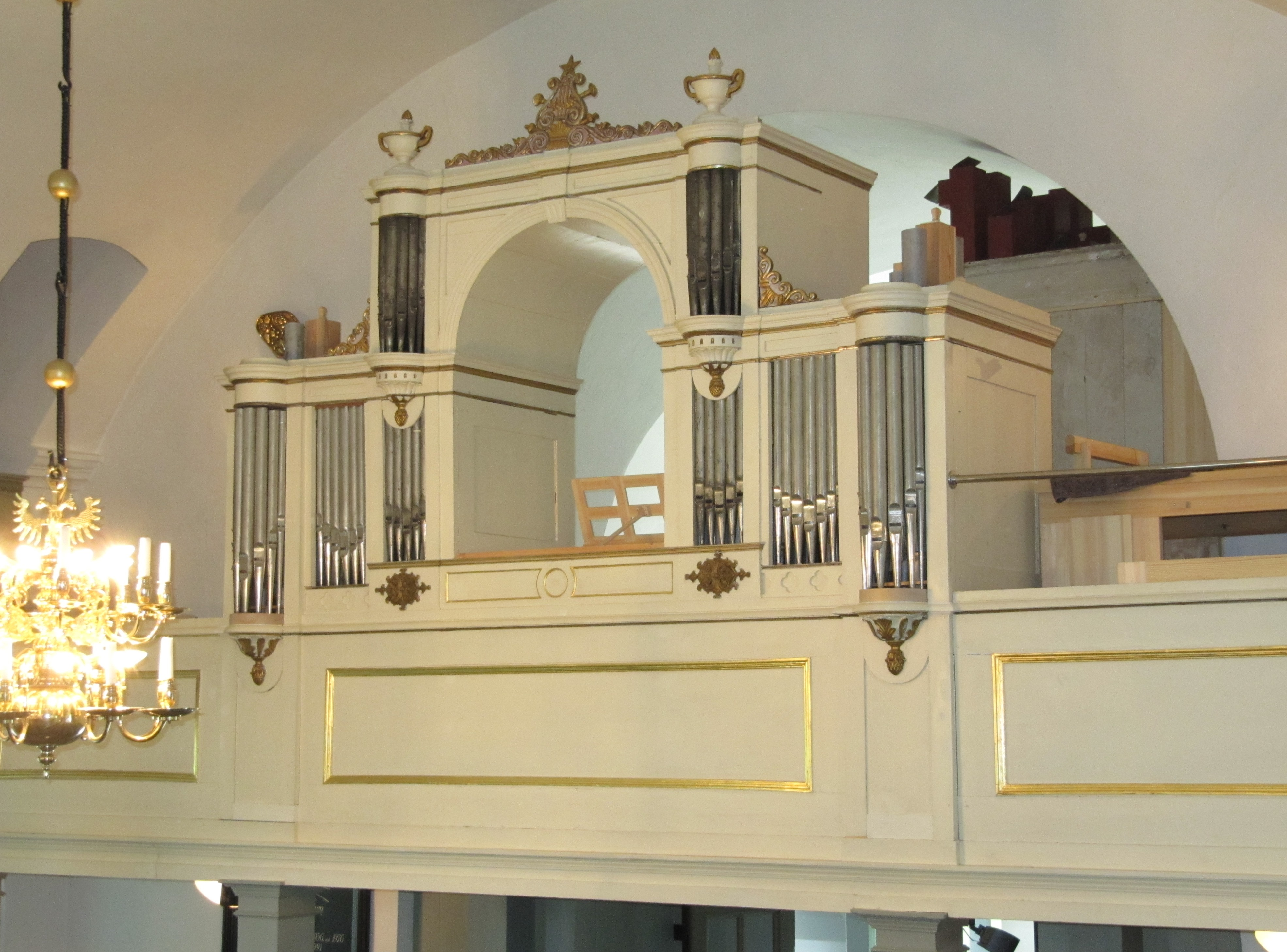
Läktarorgeln
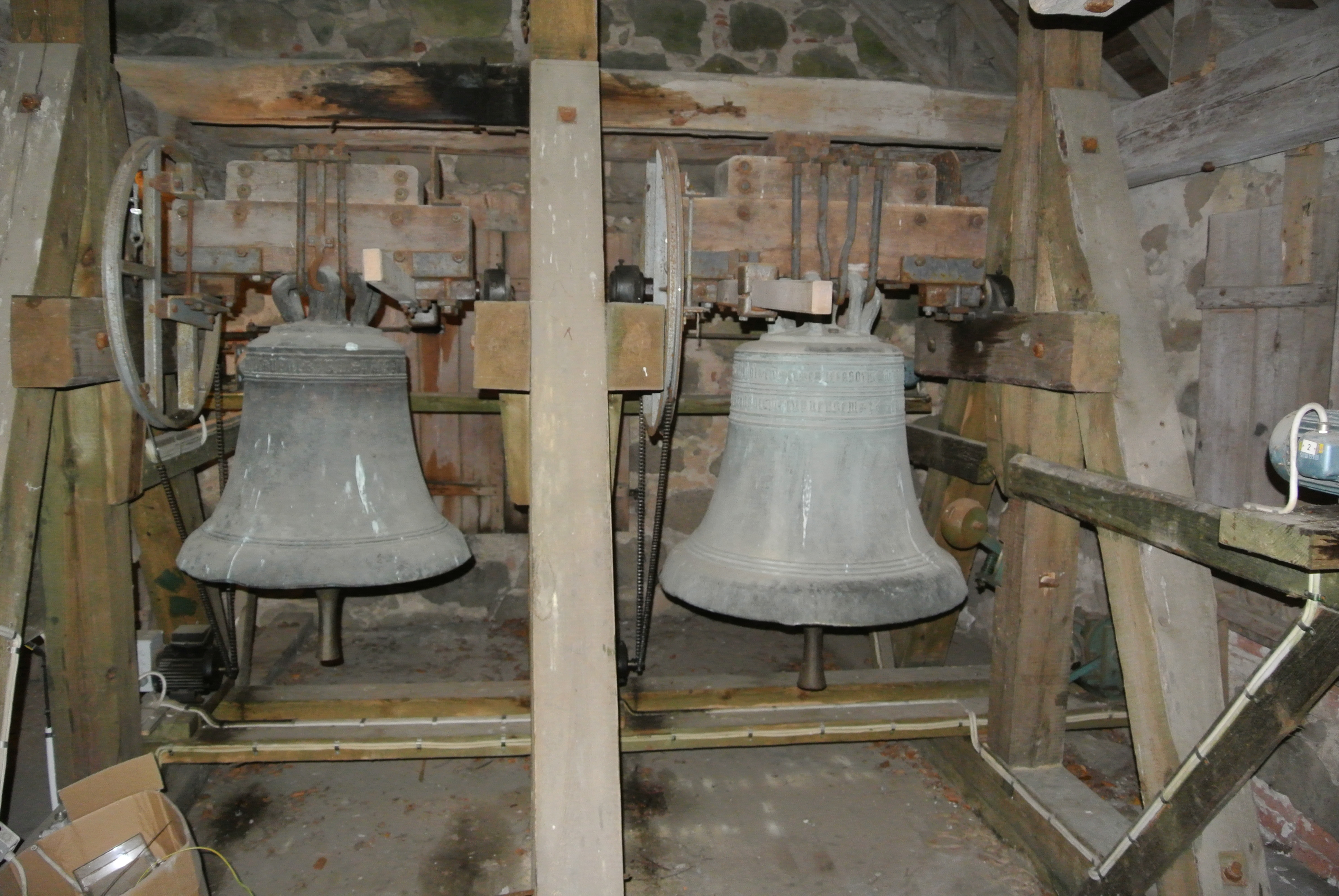
Klockorna

### Webbkällor
- Fjälkinge kyrkliga samfällighet
- Demografisk Databas Södra Sverige
- Åsbo Släkt- och Folklivsforskare
- Wikimedia Commons har media som rör Trolle-Ljungby kyrka.